# United Workers Party (St. Lucia)
Die United Workers Party ist eine politische Partei in St. Lucia. Sie gehört zum konservativen Spektrum und wird derzeit vom ehemaligen Tourismusminister Allen Chastanet geführt. Er setzte sich am 28. Juli 2013 in einer Kampfabstimmung gegen den ehemaligen Premierminister Stephenson King durch. Die Partei wurde davor von Sir John Compton geführt.

## Geschichte
Die Partei wurde vor den Wahlen 1964 aus einer Allianz der People’s Progressive Party und des National Labour Movement, einer Splittergruppe der herrschenden Saint Lucia Labour Party gegründet. Das National Labour Movement war von John Compton, Vincent Monrose und Maurice Mason gegründet worden. Die Partei gewann direkt die Wahlen und errang sechs der acht Sitze. In der Folge gewann die Partei die Wahlen 1969 und 1974, bevor sie bei den Wahlen 1979 wieder gegen die Labour Party verlor. In den Wahlen 1982 kehrte sie jedoch wieder an die Macht zurück und gewann 14 der 17 Sitze. Wieder blieb die Partei führend in den Wahlen im Frühjahr 1987 und 1992. Die Labour Party gewann erneut die Wahlen 1997 und 2001, aber die UWP kam 2006 wieder an die Macht. 2011 verlor die UWP wieder an die Labour Party um 2016 wieder zu gewinnen, mit 11 der 17 Sitze.
Die United Workers Party ist Mitglied der Caribbean Democrat Union, der regionalen Organisation der globalen konservativen International Democrat Union.

## Parteiführer
- John Compton (1964–1996)
- Vaughan Lewis (1996–2005)
- John Compton (2005–2007)
- Stephenson King (2007–2013)
- Allen Chastanet (2013– )

## Premierminister der United Workers Party
- † im Amt verstorben

| No. | Porträt                                        | Name (Lebensdaten)       | Wahl              | Amtszeit            | Amtszeit          | Amtszeit       | Ref.  |
| No. | Porträt                                        | Name (Lebensdaten)       | Wahl              | Amtsantritt         | Amtszeitende      | Amtszeit       | Ref.  |
| --- | ---------------------------------------------- | ------------------------ | ----------------- | ------------------- | ----------------- | -------------- | ----- |
| 1   |                                                | John Compton (1925–2007) | —                 | 22. Februar 1979    | 2. Juli 1979      | 130 d.         | [ 3 ] |
| 1   | 1982 1987 1987 (6. 4.) 1987 1987 (30. 4.) 1992 | John Compton (1925–2007) | 3. Mai 1982       | 2. April 1996       | 13 Jahre, 355 d.  | [ 3 ]          |       |
| 1   | 2006                                           | John Compton (1925–2007) | 11. Dezember 2006 | 7. September 2007 † | 270 d.            | [ 4 ] [ 3 ]    |       |
| 2   |                                                | Vaughan Lewis (* 1940)   | —                 | 2. April 1996       | 24. Mai 1997      | 1 Jahr, 52 d.  | [ 3 ] |
| 3   |                                                | Stephenson King (* 1958) | —                 | 7. September 2007   | 30. November 2011 | 4 Jahre, 84 d. | [ 3 ] |
| 4   |                                                | Allen Chastanet (* 1960) | 2016              | 7. Juni 2016        | 28. Juli 2021     | 5 Jahre, 51 d. | [ 5 ] |

## Wahlgeschichte

### House of Assembly
| Wahlen        | Parteiführer    | Stimmen | %       | Sitze | ±    | Position | Ergebnis Mehrheit |
| ------------- | --------------- | ------- | ------- | ----- | ---- | -------- | ----------------- |
| 1964          | John Compton    | 9.615   | 51,5 %  | 6/10  | ▲ 6  | ▲ 1st    | Ja                |
| 1969          | John Compton    | 13.328  | 58,1 %  | 6/10  | ▬    | ▬ 1st    | Ja                |
| 1974          | John Compton    | 17.300  | 53,4 %  | 10/17 | ▲ 4  | ▬ 1st    | Ja                |
| 1979          | John Compton    | 19.706  | 43,8 %  | 5/17  | ▼ 5  | ▼ 2nd    | -                 |
| 1982          | John Compton    | 27.252  | 56,2 %  | 14/17 | ▲ 9  | ▲ 1st    | Ja                |
| 1987 (6. 4.)  | John Compton    | 25.892  | 52,5 %  | 9/17  | ▼ 5  | ▬ 1st    | Ja                |
| 1987 (30. 4.) | John Compton    | 28.046  | 53,2 %  | 9/17  | ▬    | ▬ 1st    | Ja                |
| 1992          | John Compton    | 33.562  | 56,7 %  | 11/17 | ▲ 2  | ▬ 1st    | Ja                |
| 1997          | Vaughan Lewis   | 26.325  | 36,6 %  | 1/17  | ▼ 10 | ▼ 2nd    | Ja                |
| 2001          | Vaughan Lewis   | 23.007  | 37,8 %  | 3/17  | ▲ 2  | ▬ 2nd    | -                 |
| 2006          | John Compton    | 38.894  | 51,3 %  | 11/17 | ▲ 8  | ▲ 1st    | Ja                |
| 2011          | Stephenson King | 39.100  | 46,96 % | 6/17  | ▼ 5  | ▼ 2nd    | -                 |
| 2016          | Allen Chastanet | 46.183  | 54,79 % | 11/17 | ▲ 5  | ▲ 1st    | Ja                |
| 2021          | Allen Chastanet | 37.481  | 42,91 % | 2/17  | ▼ 9  | ▼ 2nd    | -                 |